# Hans-Georg Soeffner
Hans-Georg Soeffner (* 16. November 1939 in Essen) ist ein deutscher Soziologe und emeritierter Professor der Soziologie an der Universität Konstanz. Er ist Mitglied des Vorstandes und Fellow im KWI Essen sowie Senior Fellow im Exzellenzcluster der Westfälischen Wilhelms-Universität in Münster. Er führt außerdem den Vorsitz im Beirat Wissenschaft und Zeitgeschichte des Goethe-Instituts. Von 2007 bis 2011 war er Vorsitzender der Deutschen Gesellschaft für Soziologie.

## Leben
Er studierte Germanistik, Literaturwissenschaft, Philosophie, Kunstgeschichte, Kommunikationswissenschaften und Soziologie an der Eberhard-Karls-Universität Tübingen, der Universität zu Köln und der Rheinischen Friedrich-Wilhelms-Universität Bonn, promovierte 1971 zum Dr. phil. in Bonn und habilitierte sich 1976 an der Universität Duisburg-Essen für Soziologie.
Es folgten Professuren an der Universität Duisburg-Essen in Essen, der FernUniversität in Hagen, der Universität Potsdam und der Universität Konstanz. Gegenwärtig ist er Senior Fellow und Mitglied des Vorstandes des Kulturwissenschaftlichen Instituts Essen (KWI) und Senior Fellow im Forum internationaler Wissenschaft der Rheinischen Friedrich-Wilhelms-Universität Bonn. Soeffner war von 2002 bis 2008 Vorsitzender des Beirats Wissenschaft und Zeitgeschehen des Goethe-Instituts. Seit 1986 ist er Gutachter für die Deutsche Forschungsgemeinschaft (DFG), darunter zwölf Jahre als gewählter Fachgutachter Geistes- und Sozialwissenschaften: Soziologie/Empirische Sozialforschung. Von 2007 bis 2011 war er Vorsitzender der Deutschen Gesellschaft für Soziologie (DGS).

## Internationales Engagement
Soeffner nahm Gastprofessuren in den USA (University of California, San Francisco; University of California, Berkeley, Boston University), in Chile (Santiago de Chile), an der Universitäten Zürich und Luzern. Derzeit ist er Gastprofessor an der Universität Wien („Paul Lazarsfeld Professur“). Soeffner ist außerdem Beiratsmitglied des DAAD-Zentrums für Deutsche Studien an der Hebrew University of Jerusalem und im Haifa Center for German and European Studies. Kooperationen bestehen mit der Academy for Social Sciences, Beijing und der Waseda-Universität in Tokio.

## Wissenschaftliche Leistungen
Hans-Georg Soeffner gilt als Begründer der „Hermeneutischen Wissenssoziologie“/„Wissenssoziologischen Hermeneutik“. Er gilt zudem als „Begründer der visuellen Soziologie in Deutschland“. Zusammen mit Richard Grathoff und Ilja Srubar gibt er die Alfred-Schütz-Werkausgabe heraus.

## Publikationen
- Der geplante Mythos. Untersuchungen zur Struktur und Wirkungsbedingung der Utopie. Hamburg 1974, ISBN 3-87118-109-9.
- Auslegung des Alltags. Der Alltag der Auslegung. Zur wissenssoziologischen Konzeption einer sozialwissenschaftlichen Hermeneutik. Frankfurt am Main 1989, ISBN 3-518-28385-5 (2. Aufl. 2004).
- Die Ordnung der Rituale. Die Auslegung des Alltags II. Frankfurt am Main 1992, ISBN 3-518-28593-9.
- Gesellschaft ohne Baldachin. Über die Labilität von Ordnungskonstruktionen. Weilerswist 2000, ISBN  978-3-934730-21-2.
- Zeitbilder. Versuche über Glück, Lebensstil, Gewalt und Schuld. Frankfurt am Main 2005, ISBN 3-593-37710-1.
- Symbolische Formung. Eine Soziologie des Symbols und des Rituals. Weilerswist 2010, ISBN 978-3-938808-92-4.
- mit Thea D. Boldt (Hrsg.): Fragiler Pluralismus. Wiesbaden 2014, ISBN 3-658-03761-X.